# Eubordeta concinna
Eubordeta concinna är en fjärilsart som beskrevs av Jordan 1915. Eubordeta concinna ingår i släktet Eubordeta och familjen mätare. Inga underarter finns listade i Catalogue of Life.